# Муайон, Луиза
Луиза Муайон (фр. Louise Moillon; 1610, Париж — 1696, там же) — французская художница эпохи барокко.

## Биография
Родилась в строгой кальвинистской семье в Париже в 1609 или 1610 году. Она была одной из семерых детей; её брат Исаак также стал художником. Отец, Николя Мойон, был пейзажистом и портретистом, а также торговцем произведениями искусства; мать, Мари Жильбер, — дочерью ювелира. Первые уроки рисования Луиза получила у своего отца, однако он умер, когда ей было 10 лет. В следующем году мать Луизы вышла замуж за другого художника и торговца произведениями искусства, Франсуа Гарнье. Гарнье давал уроки по искусству Луизе. Семья Муайон жила в парижском районе Сен-Жермен-де-Пре, где было много протестантских беженцев из Нидерландов, включая художников. Эти художники познакомили Луизу с их традиционным искусством натюрморта, который повлиял на становление её собственного стиля.
Луиза Муайон прожила всю жизнь в Париже. Умерла от болезни сердца в 1696 году.

## Творчество
Большинство её работ — натюрморты, выполненные изысканной техникой, — были созданы в 1630-х годах, до вступления в 1640 году в брак с богатым купцом Этьеном Жирардо де Шанкуром. Последние работы написаны художницей в 1645 году.
Луиза Муайон выработала свой особый стиль. Работы художницы пользовались большой популярностью. В числе ценителей таланта и покровителей Муайон были представители высшей знати Франции и Англии, в том числе король Карл I.

## Избранные полотна

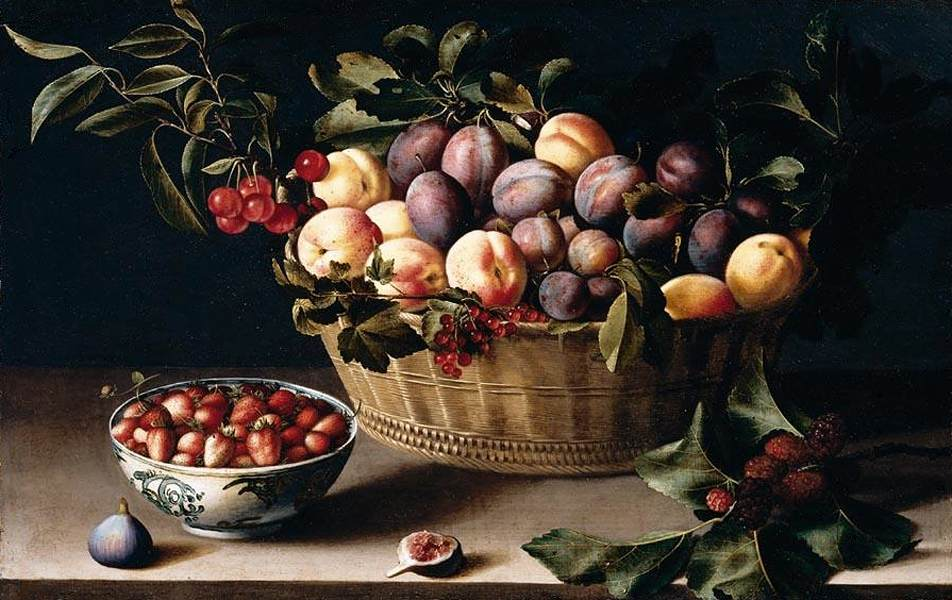
Корзина фруктов (1630)
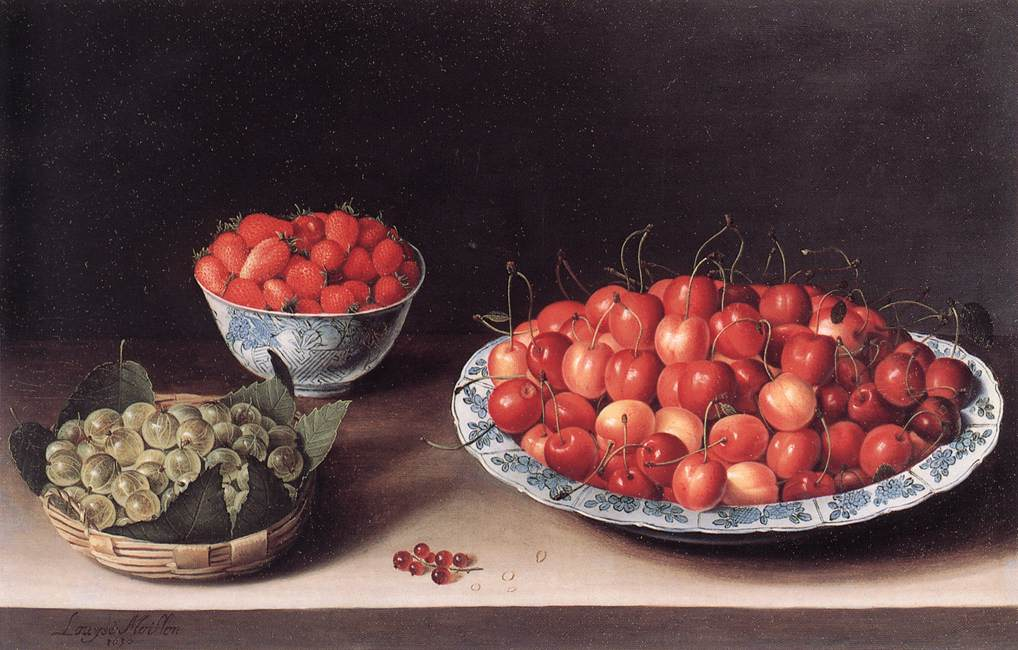
Натюрморт с вишнями, клубникой и крыжовником (1630), Музей Нортона Саймона
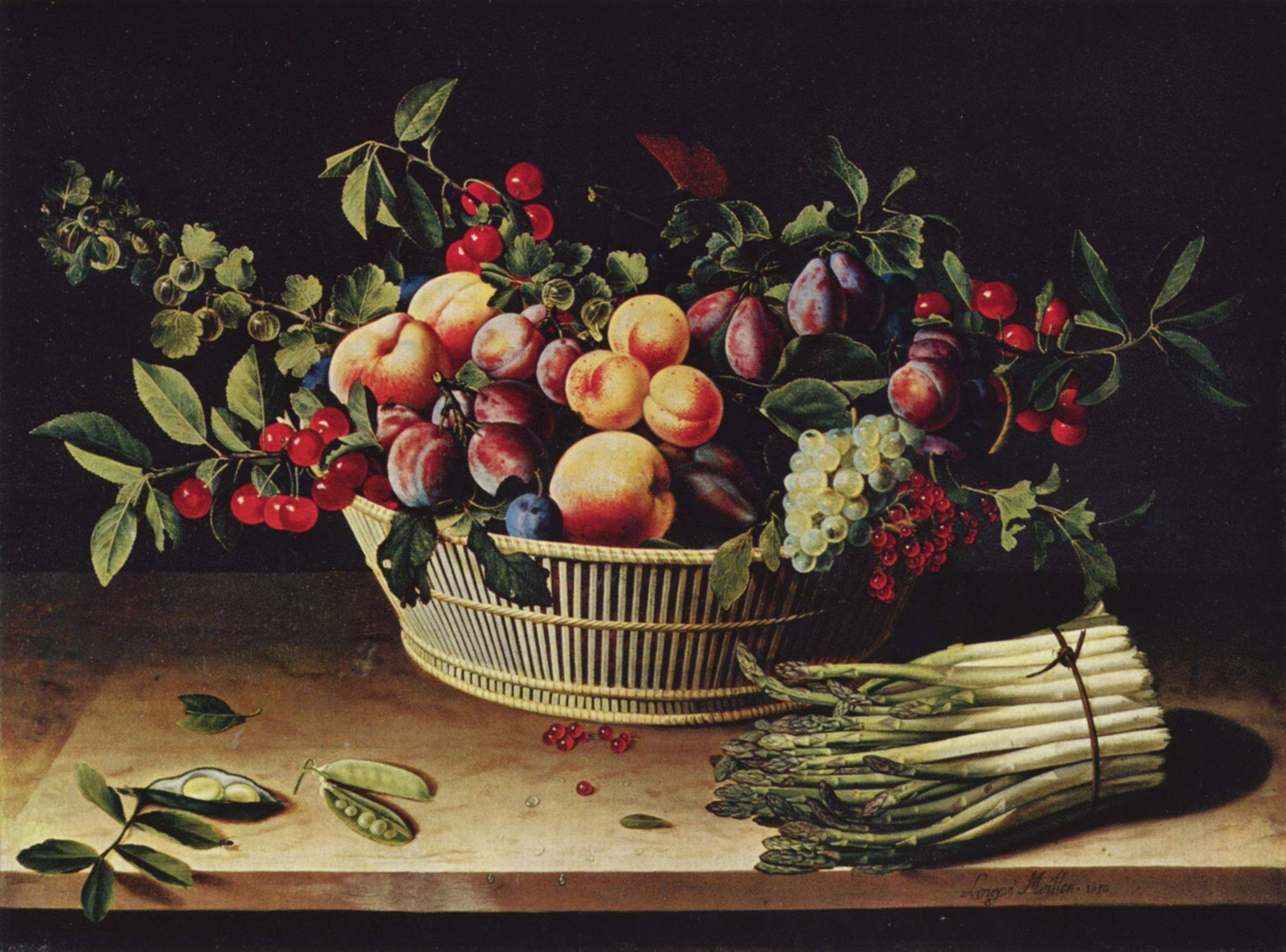
Натюрморт со спаржей (1630), Чикагский институт искусств
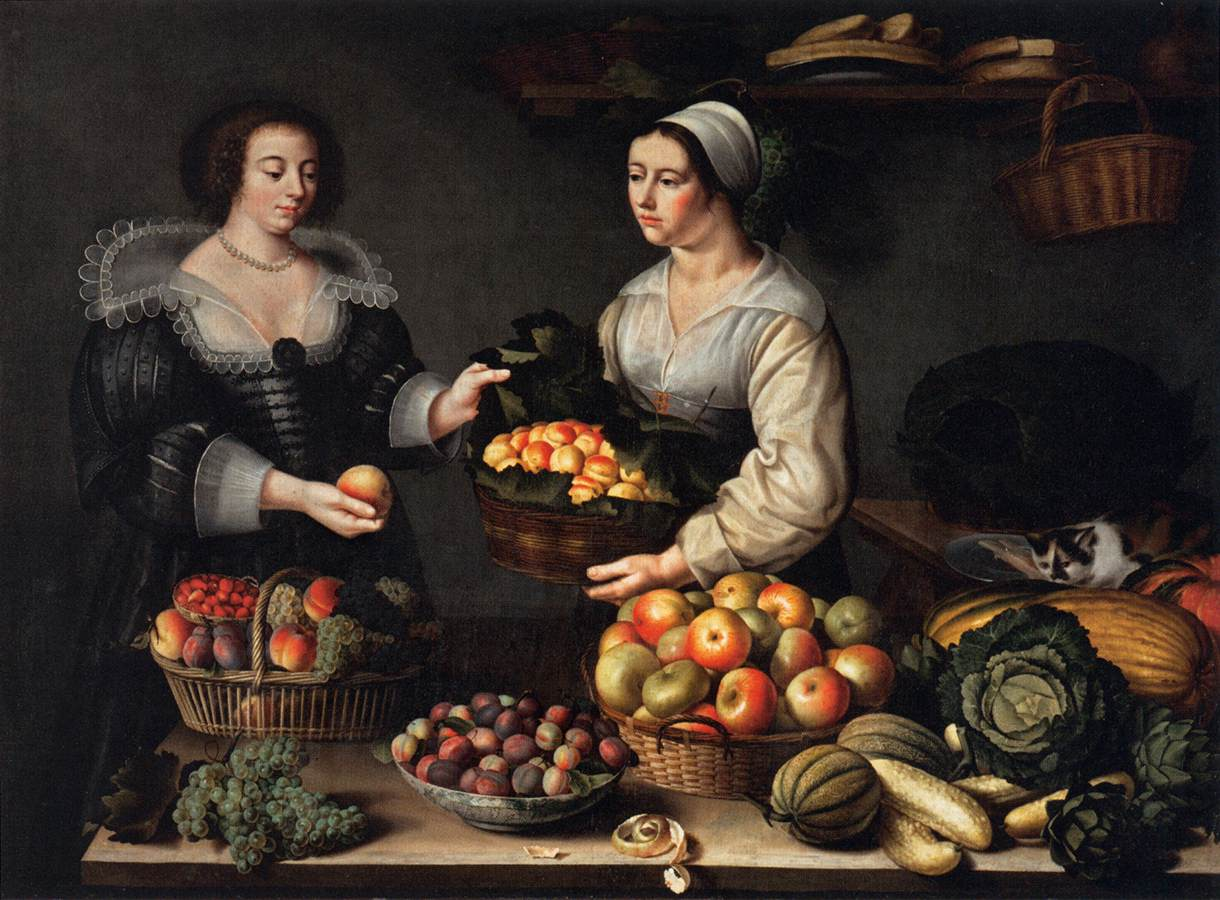
Продавщица овощей (1631), Лувр
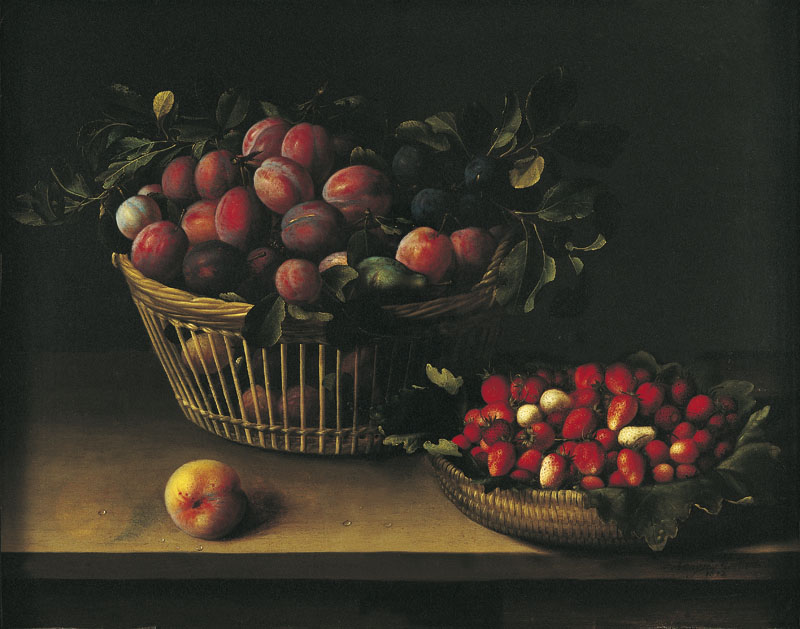
Корзина клубники и корзина слив (1632)
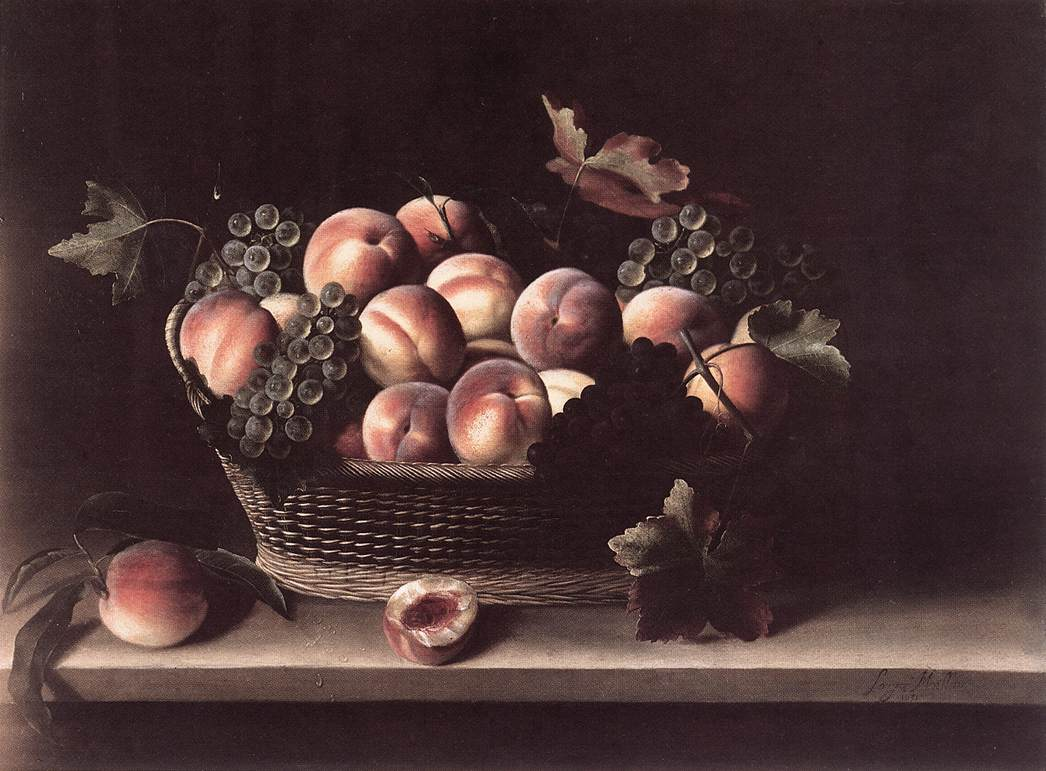
Корзина с персиками и виноградом (1632), Кунстхалле (Карлсруэ)
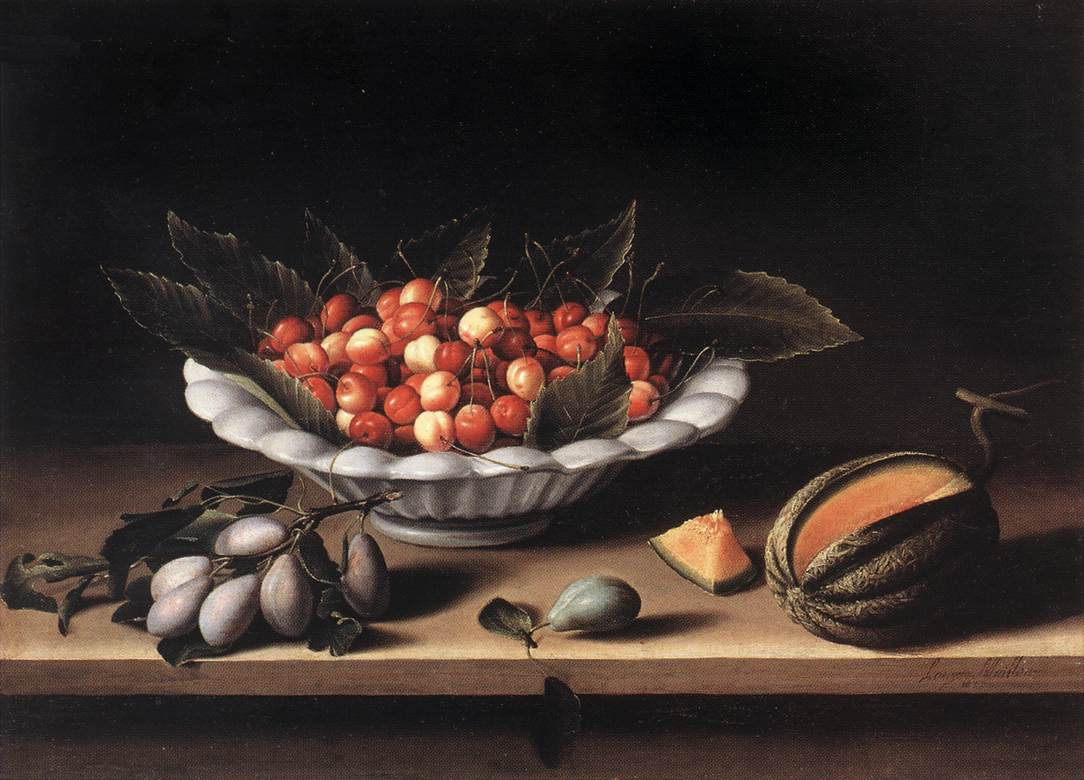
Тарелка с вишнями и дыня (1633), Лувр
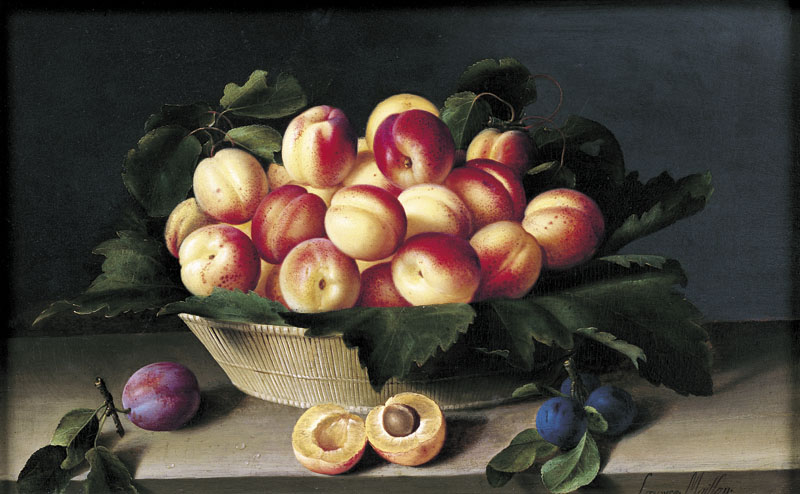
Корзина с абрикосами (1634), Лувр
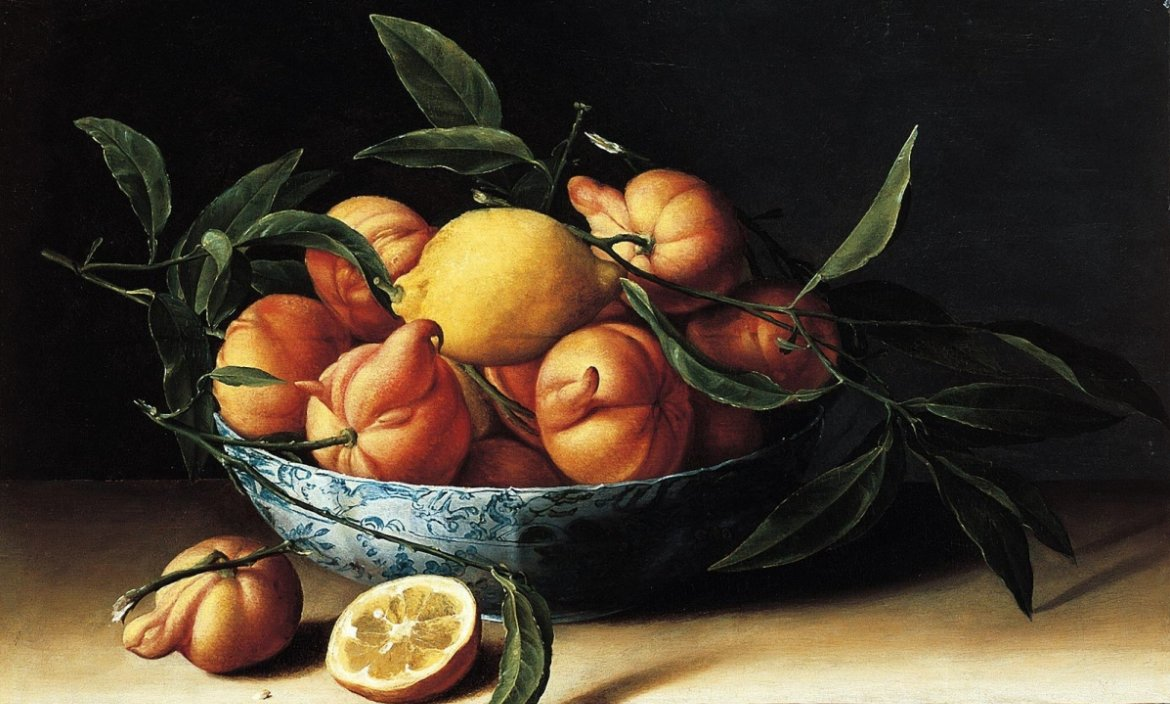
Натюрморт с фруктами (1637), Музей Тиссена-Борнемисы
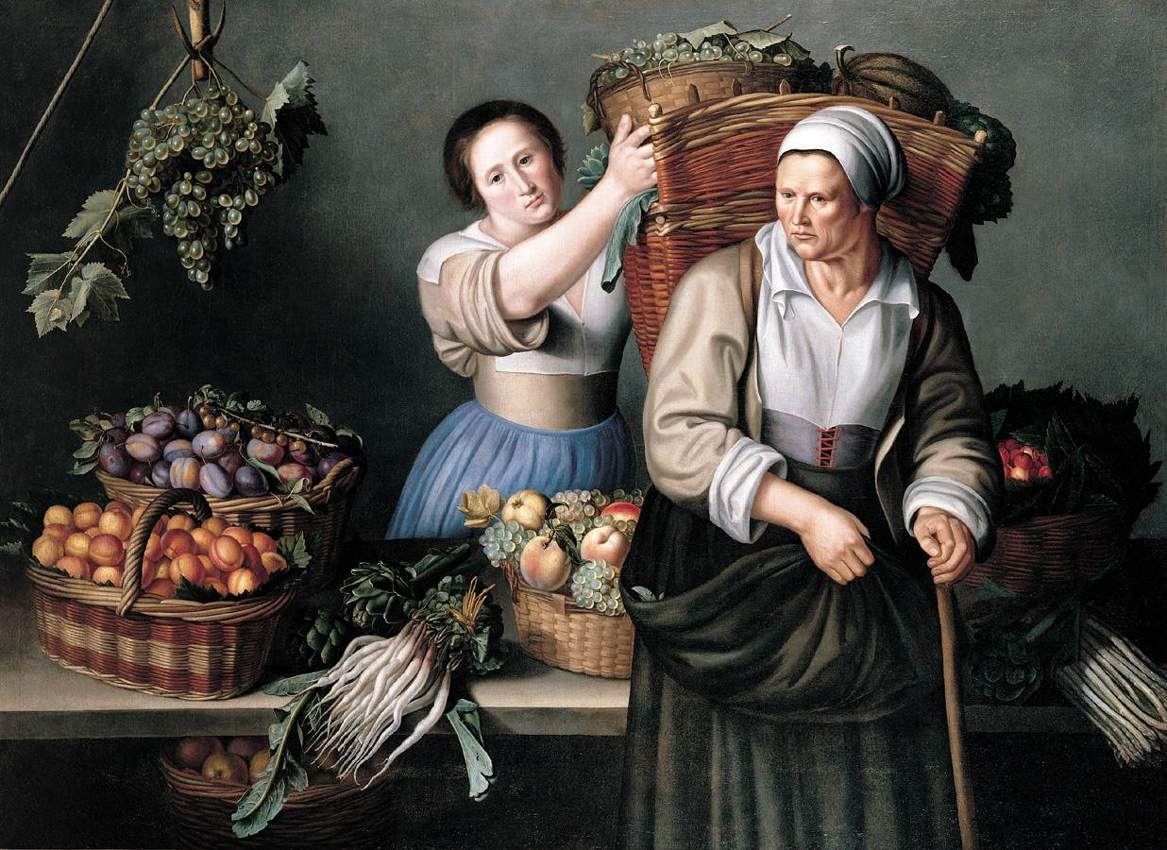
Рыночный прилавок, частное собрание
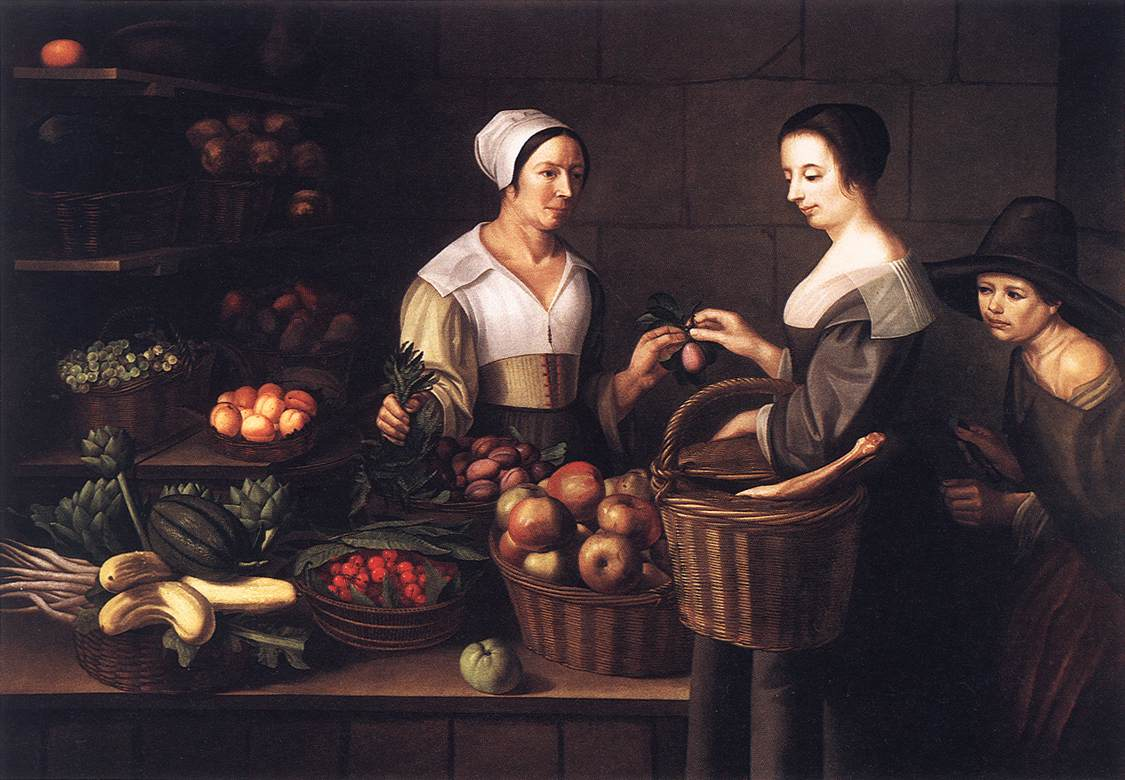
Рынок, карманный вор, частное собрание